# 差速器

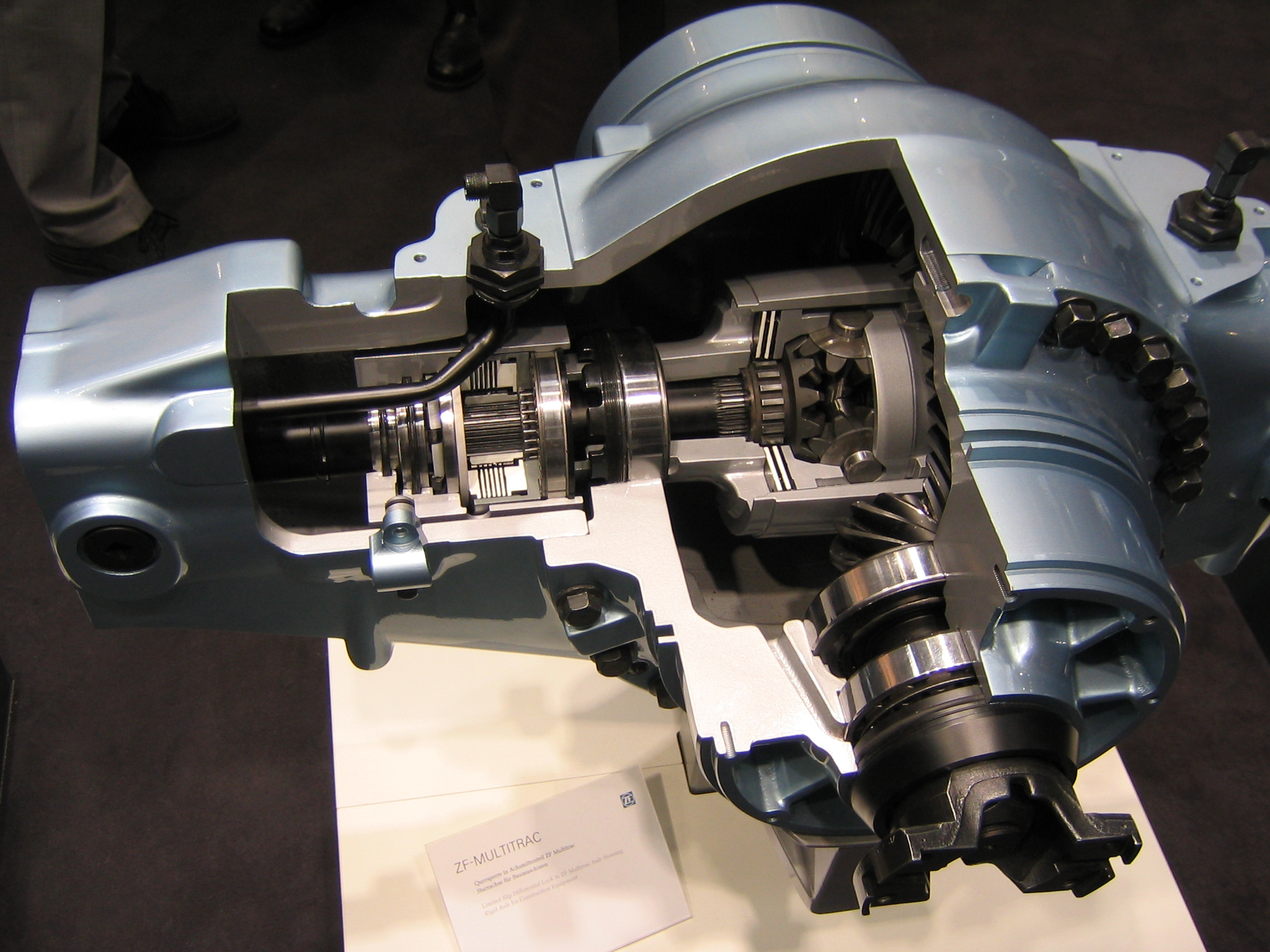
ZF差速器

差速器是車輛傳動系統的一個機械部件。汽車於轉彎時，外側輪子走的路徑要比內側輪子走的路徑要大，所以如果汽車想順暢和精確的轉彎，便需要一個裝置能夠轉換和允許內外側車輪以不同的速率進行旋轉，從而以不同的轉速來彌補距離的差異。

## 結構及原理

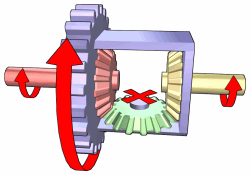
紅黃軸均有阻力行星齒輪不動

普通的差速器內部是一種行星齒輪機構，其中包括兩個行星齒輪和兩個與傳動軸相連的半軸齒輪，這四個齒輪配置在差速器的一個內部殼體內，並且相互之間互相咬合在一起，每個齒輪都咬合着另外兩個齒輪（每個半軸齒輪都咬合兩個行星齒輪，而每個行星齒輪又咬合兩個半軸齒輪），所以只要其中一個齒輪轉動，勢必會牽動其他三個齒輪一同轉動，而其中一個半軸齒輪朝某個方向轉動時，另外一側的半軸齒輪勢必會向反方向旋轉，這個現象可以通過實驗證明，當把車輛的兩個驅動輪懸空，轉動一側的車輪向一個方向旋轉勢必會使另一側的車輪往反方向旋轉。

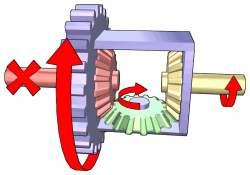
左邊卡住時行星齒輪開始轉動

當汽車與直線行駛的情況下，由於左右兩邊的驅動輪受到的阻力大致相同，從引擎輸出軸（即差速器的輸入軸）會帶動左右兩邊的半軸齒輪，此時由於兩邊所受阻力一致，因此中間的兩個行星齒輪跟著兩邊的半軸齒輪轉動而不產生自轉。當車輛進行轉彎時，由於一側車輪行駛的距離會比另一側的要短，即使得產生的阻力變得比另一側要大，這就意味着行星齒輪轉動這一側車輪時會更加費力，這個平衡遭到破壞，迫使行星齒輪產生自轉，使外側車輪轉速加快，從而使車輛得以順暢的轉彎。

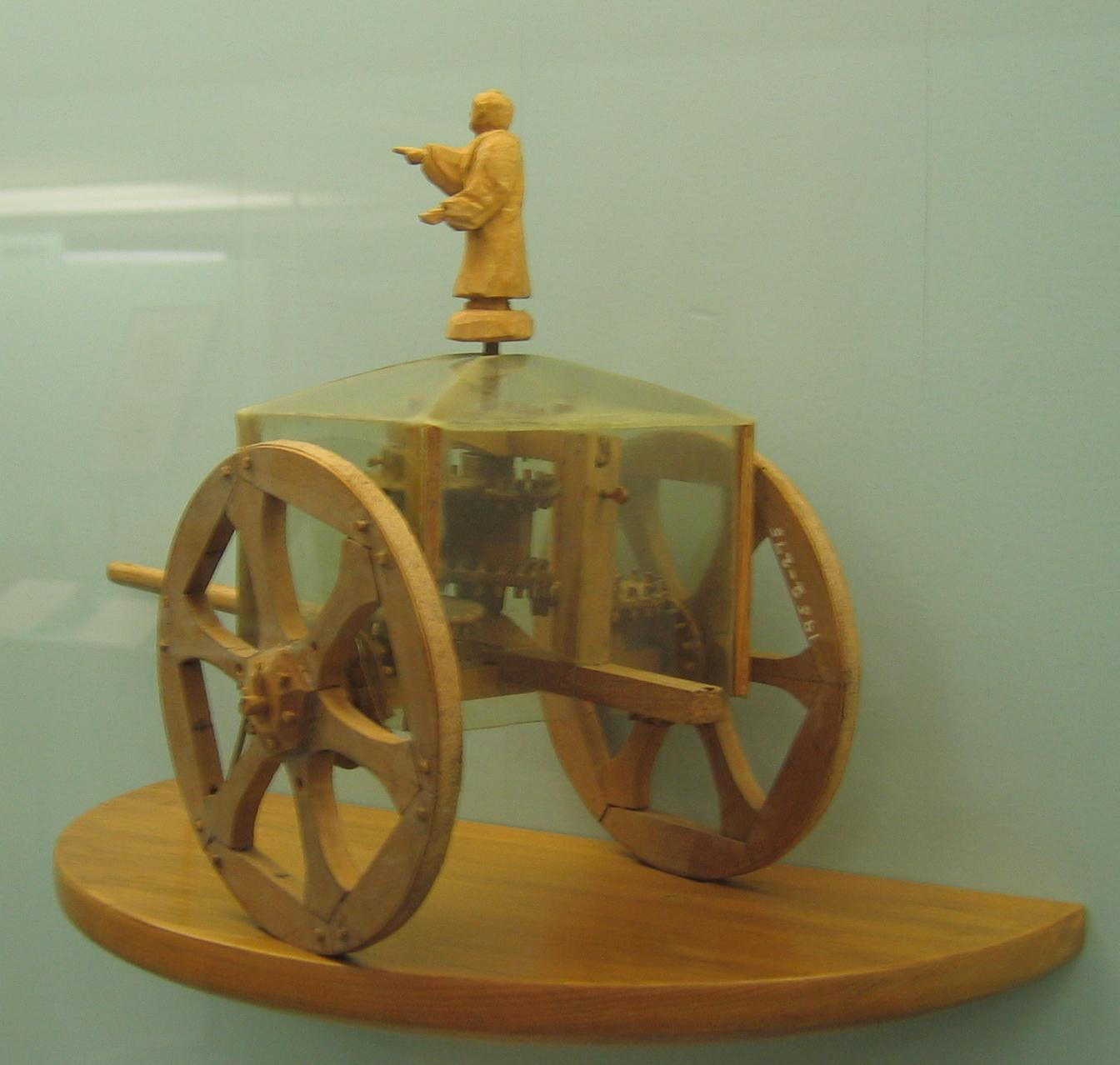
指南車，古代中国一种对差速器结构的应用

## 缺點
由於差速器允許兩側車輪以不同的速度進行旋轉，那麼當車輛驅動輪有一側打滑時，或因劇烈駕駛導致一側車輪產生離地時，因為差速器的等扭矩作用，全部的動力會傳送到那個打滑的半軸上，使得打滑一側的車輪飛快旋轉，而另一側車輪失去驅動力（見右2），這樣會令車輛陷入困境並且失去可操控性。
雖然差速器解決車輛轉彎困難的問題，但是對於有越野需求或者競技要求的車輛來說，無法限制打滑會損失車輛的通過性和操控性，所以便需要限滑差速器和差速鎖，來應對車輛競賽及越野的需求。

## 內部結構圖

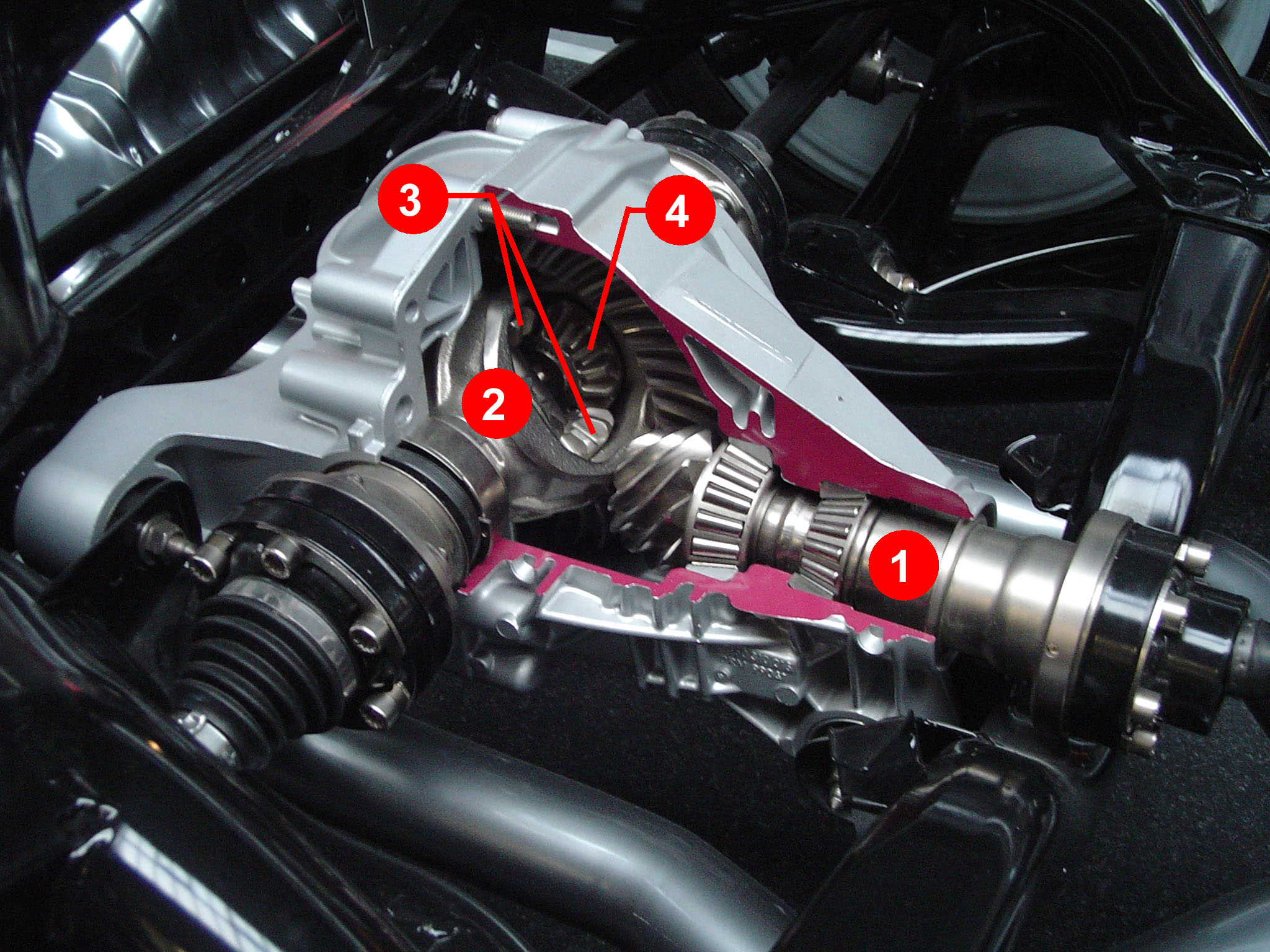
①傳動軸，②右半軸，③行星齒輪，④左半軸

## 另見
- 限滑差速器